# Alpes marítimos
Los Alpes marítimos son una cordillera en la región suroeste de los Alpes. Forman la frontera entre el departamento francés Alpes Marítimos (en la región de Provenza-Alpes-Costa Azul) y la provincia italiana de Cuneo. Se extienden igualmente sobre los Alpes de Alta Provenza, el Piamonte y Liguria.

## Clasificación
Los Alpes marítimos en las distintas clasificaciones no han mantenido siempre la misma extensión.
Según la Partición de los Alpes del año 1926, los Alpes marítimos forman una sección de los Alpes occidentales y comprenden también los Alpes ligures. Se subdividían, además, en los siguientes dos grupos:
- Alpes ligures
- Alpes del Var

Según la SOIUSA del año 2005, los Alpes marítimos son una subsección alpina con la siguiente clasificación:
- Gran parte = Alpes occidentales
- Gran sector = Alpes del sudoeste
- Sección = Alpes marítimos y Prealpes de Niza
- Subsección = Alpes marítimos
- Código = I/A-2.I

## Delimitación
Los Alpes marítimos limitan al norte con los Alpes Cocios, de los cuales están separados por el puerto de la Maddalena; al este limitan con los Alpes ligures; al sur con los Prealpes de Niza; al oeste los Alpes de Provenza de los que están separados por el puerto de Allos.

## Subdivisión

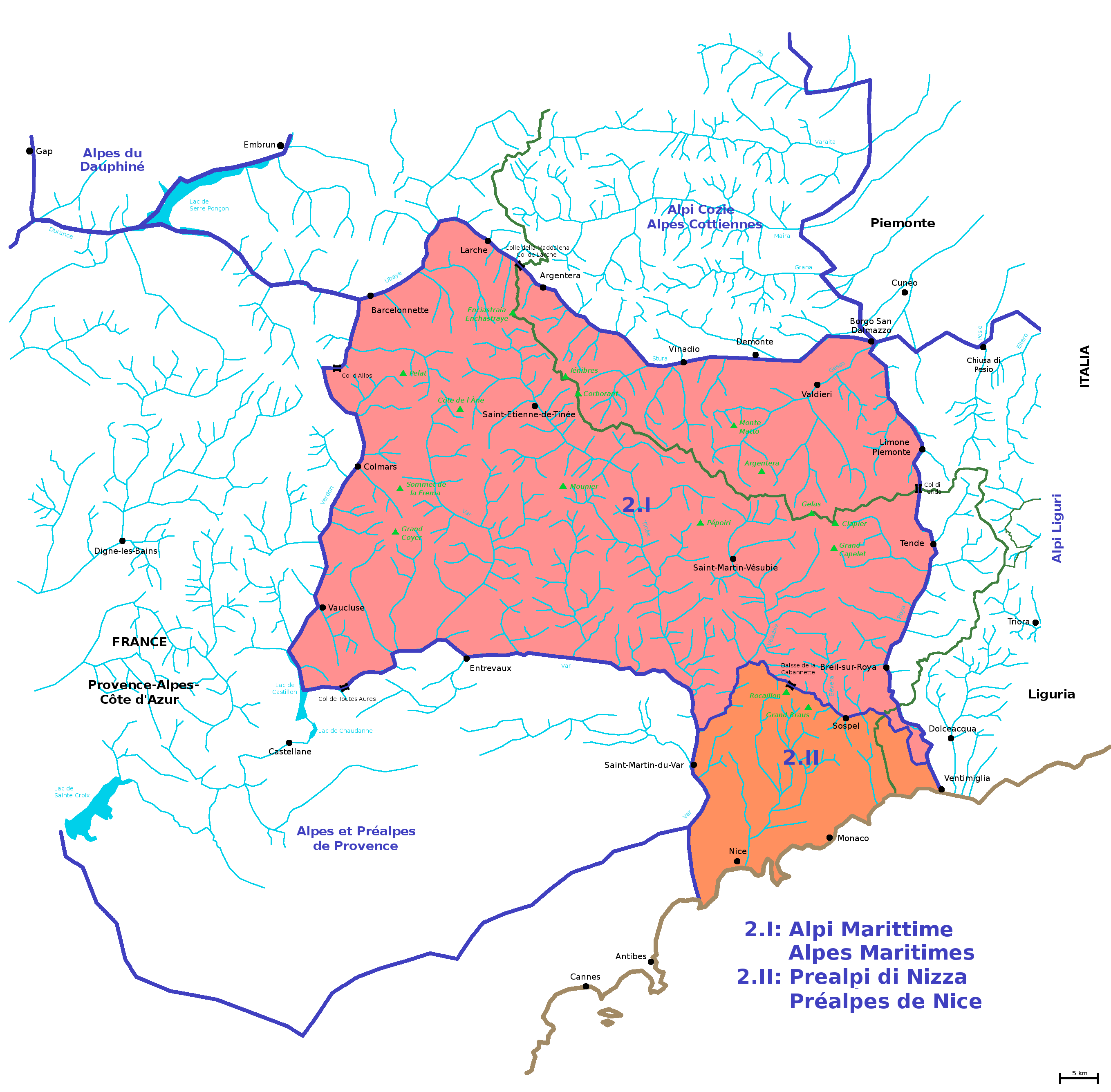
Mapa de los Alpes marítimos en el interior de la sección Alpes marítimos y Prealpes de Niza.

Según las definiciones de la SOIUSA, los Alpes marítimos se subdividen en cinco supergrupo, 18 grupos y 46 subgrupos:
- Grupo Gelas-Grand Capelet (A)
  - Grupo de la Rocca dell'Abisso (A.1)
    - Cresta de la Rocca dell'Abisso (A.1.a)
    - Costiera Frisson-Bussaia (A.1.b)
    - Displuvio Castérine-Caramagne (A.1.c)

  - Nudo de Vernasca (A.2)
    - Cresta Vernasca-Lago dell'Agnel (A.2.a)
    - Costiera del Monte Carbonè (A.2.b)
    - Contrafuerte de la Charnassère (A.2.c)

  - Costiera Basto-Grand Capelet (A.3)
    - Cresta Lusiera-Ciamineias (A.3.a)
    - Nudo del Basto (A.3.b)
    - Contrafuerte del Lago Autier (A.3.c)
    - Costiera del Grand Capelet (A.3.d)
    - Nudo del Monte Bego (A.3.e)
    - Nudo del Diavolo (A.3.f)
    - Nudo de las Tre Comuni (A.3.g)

  - Grupo del Gelas (A.4)
    - Grupo Clapier-Maledia (A.4.a)
      - Nudo del Monte Clapier (A.4.a/a)
      - Nudo de la Maledia (A.4.a/b)

    - Nudo del Gelas (A.4.b)
      - Cresta del Gelas (A.4.b/a)
      - Contrafuerte de la Siula (A.4.b/b)
      - Cresta de la Serra del Praiet (A.4.b/c)
      - Cresta de la Maura (A.4.b/d)
      - Costiera de Monte Colomb (A.4.b/e)
      - Macizo del Ponset (A.4.b/f)
      - Macizo del Neiller (A.4.b/g)
      - Macizo de Saint-Robert (A.4.b/h)
- Catena Argentera-Pépoiri-Matto (B)
  - Grupo de Brocan (B.5)
    - Nudo del Agnel (B.5.a)
      - Cresta del Agnel (B.5.a/a)
      - Contrafuerte Fenestrelle-Ciamberline (B.5.a/b)
      - Crestone de Tre Coulpes (B.5.a/c)
      - Costiera del Agnellière (B.5.a/d)

    - Cadena Ghiliè-Brocan-Nasta (B.5.b)
      - Nudo de Ghiliè (B.5.b/a)
      - Subgrupo del Pelago (B.5.b/b)
      - Costiera Brocan-Baus (B.5.b/c)
      - Grupo de Nasta (B.5.b/d)
      - Grupo del Mercantour (B.5.b/e)

  - Grupo de la Argentera (B.6)
    - Macizo de la Argentera (B.6.a)
      - Sierra de la Argentera (B.6.a/a)
      - Contrafuerte Cima Genova-Madre di Dio (B.6.a/b)
      - Contrafuerte Corno Stella-Guide (B.6.a/c)

    - Cadena del Oriol (B.6.b)
      - Costiera de la Cima dell'Oriol (B.6.b/a)
      - Subgrupo del Asta (B.6.b/b)

  - Grupo Pagarì di Salèse-Pépoiri(B.7)
    - Nudo de Pagarì di Salèse (B.7.a)
    - Cadena Pépoiri-Giraud-Tournairet (B.7.b)
      - Cadena Pépoiri-Giraud (B.7.b/a)
      - Cadena Chalance-Tournairet (B.7.b/b)

  - Grupo Bresses-Prefouns-Claus(B.8)
    - Nudo de Bresses (B.8.a)
    - Grupo de Prefouns (B.8.b)
      - Macizo de Tablasses (B.8.b/a)
      - Macizo de Prefouns (B.8.b/b)
      - Subgrupo del Giegn (B.8.b/c)
      - Gruppo del Mont Saint-Sauveur (B.8.b/d)

  - Gruppo Malinvern-Matto-Lombarda (B.9)
    - Gruppo Testa Malinvern-Monte Matto (B.9.a)
      - Nodo della Testa di Malinvern (B.9.a/a)
      - Nodo del Monte Matto (B.9.a/b)
      - Contrafuerte de la Gorgia Cagna (B.9.a/c)

    - Grupo de la Lombarda (B.9.b)
      - Nudo de la Lombarda (B.9.b/a)
      - Costiera Orgials-Aver (B.9.b/b)
- Cadena Corborant-Tenibres-Enciastraia (C)
  - Grupo Autaret-Corborant (C.10)
    - Grupo Autaret-Lausfer (C.10.a)
      - Nudo del Lausfer (C.10.a/a)
      - Costiera Mouton-Steliere  (C.10.a/b)
      - Nudo de la Guercia  (C.10.a/c)
      - Grupo del Autaret  (C.10.a/d)

    - Grupo Collalunga-Corborant (C.10.b)
      - Nudo de Collalunga (C.10.b/a)
      - Nudo del Corborant (C.10.b/b)
      - Subgrupo de las Chalanches (C.10.b/c)
      - Dorsal Gioffredo-Laroussa (C.10.b/d)

  - Grupo del Tenibres (C.11)
    - Grupo del Ischiator (C.11.a)
      - Nudo del Ischiator p.d. (C.11.a/a)
      - Costiera Rostagno-Costabella (C.11.a/b)
      - Costiera de la Rocca Rossa (C.11.a/c)

    - Macizo del Tenibres (C.11.b)
    - Nudo del Ubac (C.11.c)
      - Cresta del Ubac (C.11.c/a)
      - Costiera del Piz (C.11.c/b)

    - Nudo Clai-Vens-Blancias (C.11.d)
      - Cresta Borgonio-Blancias (C.11.d/a)
      - Subgrupo del Clai (C.11.d/b)
      - Costiera Peiron-Rocca Verde (C.11.d/c)
      - Costiera di Tortisse (C.11.d/d)

  - Grupo Enciastraia-Siguret (C.12)
    - Grupo del Enciastraia (C.12.a)
      - Grupo Aiga-Pe Brun (C.12.a/a)
      - Nudo del Enciastraia (C.12.a/b)

    - Cadena Siguret-Fer-Pelouse (C.12.b)
      - Grupo de la Tête de la Pelouse (C.12.b/a)
      - Grupo Tête de Siguret-Tête de Fer (C.12.b/b)

  - Macizo Bonette-Mourre Haut-Chevalier (C.13)
    - Grupo de la Bonette (C.13.a)
    - Grupo Morre Haut (C.13.b)
    - Grupo del Chevalier (C.13.c)
- Cadena Côte de l'Ane-Mounier (D)
  - Grupo de la Côte de l'Ane (D.14)
    - Nudo de la Côte de l'Ane (D.14.a)
    - Cadena Bolofre-Pal (D.14.b)

  - Grupo del Monte Mounier (D.15)
    - Nudo del Monte Rougnous (D.15.a)
    - Nudo del Monte Mounier (D.15.b)
    - Nudo del Dôme de Barrot (D.15.c)
    - Nudo de la Tête de Périal (D.15.d)
- Cadena Pelat-Frema-Grand Coyer (E)
  - Grupo del Monte Pelat (E.16)
  - Grupo de la Frema (E.17)
    - Nudo de la Frema (E.17.a)
    - Cadena del Mont Saint Honorat (E.17.b)

  - Grupo del Grand Coyer (E.18)
    - Cadena dei Coyers (E.18.a)
    - Cadena Corradour-Puy de Rent-Chamatte (E.18.b)

### Picos

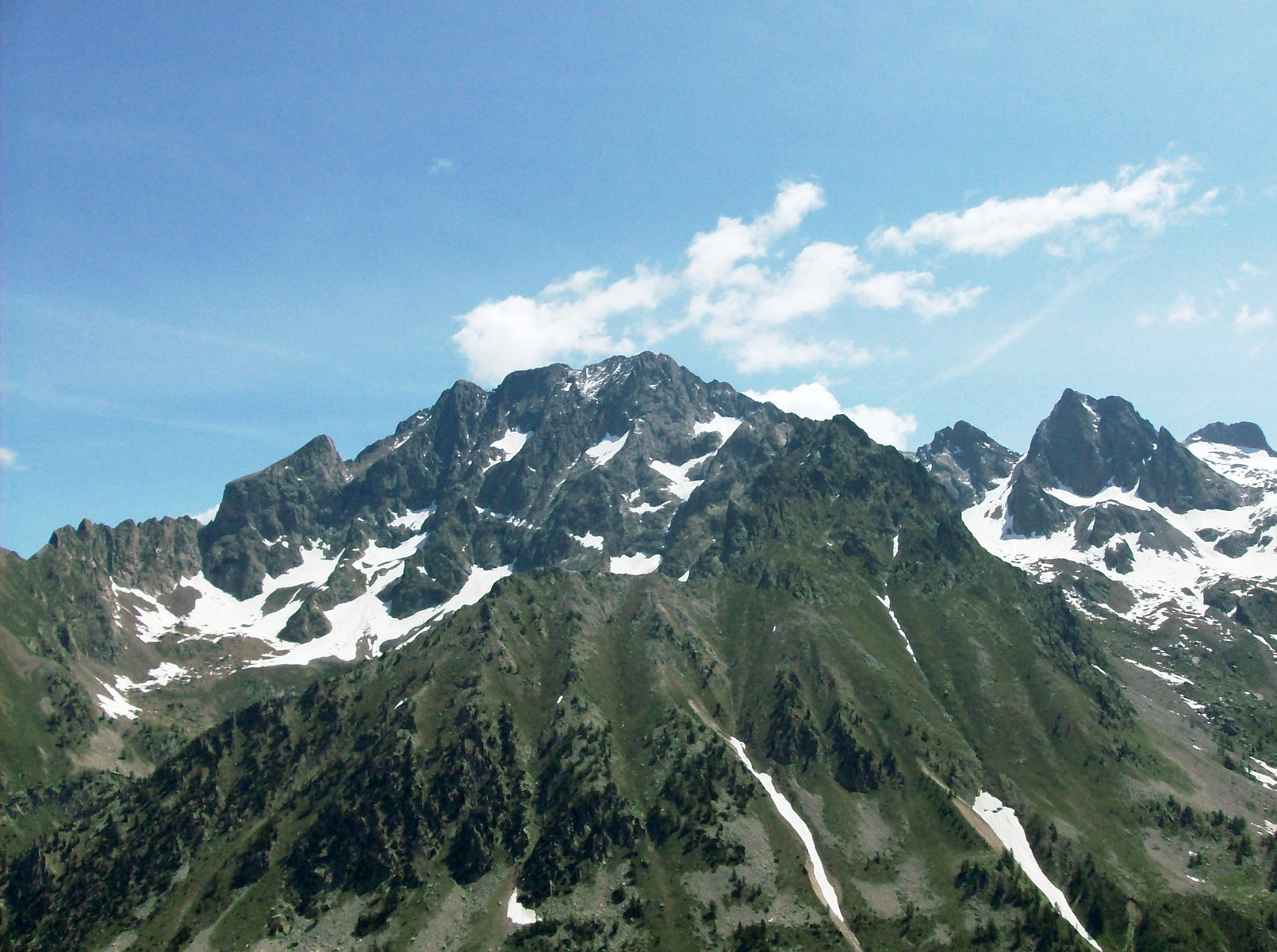
El macizo del Argentera.

Las montañas principales de los Alpes marítimos son:
- Monte Argentera - 3297 m
- Monte Stella - 3262 m
- Monte Gelas - 3143 m
- Cima di Nasta - 3108 m
- Monte Matto - 3097 m
- Baus - 3072 m
- Cima Maledia - 3061 m
- Cima di Brocan - 3054 m
- Monte Pelat - 3053 m
- Corno Stella - 3050 m
- il Bastione - 3047 m
- Monte Clapier - 3046 m
- Tête de Siguret - 3032 m
- Monte Tenibres - 3031 m
- Monte Cimet - 3020 m
- Cima di Corborant - 3010 m
- Rocca Valmiana - 3006 m
- Becco Alto d'Ischiator o Grand Cimon de Rabuons - 2998 m
- Rocca Rossa - 2995 m
- Testa dell'Ubac - 2991 m
- Claï Supérieur - 2982 m
- Testa della Rovina - 2981 m
- Rocca la Paur - 2972 m
- Cima Las Blancias - 2970 m
- Cima de Cessole - 2960 m
- Monte Enchastraye - 2955 m
- Cima di Vens Sud - 2952 m
- Asta Soprana - 2950 m
- Cima Oriol - 2943 m
- Testa Malinvern - 2939 m
- Caire dell'Agnel - 2935 m
- Grand Capelet - 2935 m
- Punta di Schiantalà - 2931 m
- Cima dell'Agnel - 2927 m
- Dente del Vallone - 2927 m
- Cayres de Cougourde - 2921 m
- Mont Chaminèyes - 2921 m
- Cima Saint Robert - 2917 m
- Cima Mondini - 2915 m
- Pointe de la Côte de l'Ane - 2915 m
- Becco Alto del Piz - 2912 m
- Cima di Valrossa Nord - 2909 m
- Testa del Claus - 2889 m
- Punta Giegn - 2888 m
- Monte Bego - 2873 m
- Monte Carboné - 2873 m
- Guglia Grande della Lausa - 2852 m
- Testa Tablasses - 2851 m
- Caire Prefouns - 2840 m
- Cima del Bal - 2830 m
- Testa di Bresses Nord - 2830 m
- Monte Ponset - 2828 m
- Testa delle Portette - 2821 m
- Punta Savina - 2821 m
- Monte Mounier - 2818 m
- Cima delle Lose - 2813 m
- Cime de Pal - 2812 m
- Monte Peiron - 2796 m
- Tête du Basto Nord - 2794 m
- Monte Neiglier - 2786 m
- Mont Pélago - 2768 m
- Testa dell'Autaret - 2763 m
- Rocca dell'Abisso - 2755 m
- Punta Maladecia - 2745 m
- Monte dell'Aver - 2745 m
- Testa Gias dei Laghi - 2739 m
- Cayre des Conques - 2720 m
- Testa Rognosa della Guercia - 2693 m
- Rocca di San Bernolfo - 2681 m
- Monte Pépoiri - 2674 m
- Monte Frisson - 2637 m
- Rocca Soprana di San Giovanni - 2628 m
- Punta dei Tre Comuni - 2080 m
- Puy de Rent - 1996 m

### Pasos de montaña
Los principales pasos de los Alpes marítimos son:
| Nombre                   | Ubicación                                | Tipo                                            | Elevación (m) |
| ------------------------ | ---------------------------------------- | ----------------------------------------------- | ------------- |
| Col de la Bonette        | Valle del río Tinée a Barcelonnette      | carretera                                       | 2802          |
| Col de Restefond         | Col de la Bonette a Barcelonnette        | carretera                                       | 2680          |
| Bassa di Druos           | Valle del río Tinée a Terme di Valdieri  | camino de herradura                             | 2630          |
| Colle di Ciriegia        | Saint-Martin-Vésubie a Terme di Valdieri | camino de herradura                             | 2551          |
| Col des Granges Communes | Saint-Étienne-de-Tinée a Barcelonnette   | camino de herradura                             | 2512          |
| Col de Pourriac          | Valle del río Tinée a Argentera          | vereda                                          | 2506          |
| Colle di Guercia         | Valle del río Tinée a Vinadio            | vereda                                          | 2451          |
| Col de la Lombarde       | Isola a Vinadio                          | carretera                                       | 2350          |
| Col de la Cayolle        | Valle del río Var a Barcelonnette        | carretera                                       | 2327          |
| Col du Sabion            | Tende to Valdieri                        | camino de herradura                             | 2264          |
| Col d'Allos              | Valle del río Verdon a Barcelonnette     | carretera                                       | 2250          |
| Col de Larche            | Barcelonnette a Cuneo                    | carretera                                       | 1995          |
| Col de Tende             | Tende a Cuneo                            | carretera, túnel de carretera túnel ferroviario | 1873          |
| Col de Turini            | Valle del río Vésubie a Sospel           | carretera                                       | 1607          |